# Keßlerstraße
Koordinaten: 52° 8′ 47,2″ N, 9° 57′ 14,1″ O
Die Keßlerstraße ist eine Straße in Hildesheim mit Fachwerkhäusern aus dem 16. Jahrhundert. Sie ist einer der letzten Reste der historischen Neustadt und zugleich des im Bombenangriff auf Hildesheim am 22. März 1945 weitgehend untergegangenen „Nürnberg des Nordens“ überhaupt.
Die Straße verläuft in Ost-West-Richtung unmittelbar nördlich des Kehrwiederwalls. Sie ist als Straße der Kesselflicker erstmals 1309 und unter dem Namen Ketelerstrate erstmals 1315 bezeugt. und gehörte zur Goschenbäuerschaft der Neustadt.
Bei den meisten Fachwerkbauten handelt es sich wegen der überwiegend ärmeren Bevölkerung um bescheidene, ursprünglich gotische Buden. Teilweise sind auch spätere Um- und Neubauten vertreten. Als Ausnahmen stechen die Dompropstei, die Großvogtei und das Haus des Kanonikers Schmedding hervor. Ein Haus in der Keßlerstraße gehörte den Chorschülern des Lambertinums.
Klagen über die Müllhaufen speziell in der Keßlerstraße gingen der Gründung der Hildesheimer Pflasterkasse voraus.